# スクール人魚
『スクール人魚』（スクールにんぎょ）は、吉富昭仁による日本のホラー漫画。最初に秋田書店『週刊少年チャンピオン』にて、2006年48号から2006年50号と2008年41号から2008年43号の2期にわたって短期連載された。次いで、同社の『チャンピオンRED』で2013年3月号と4月号、6月号から11月号まで連載され、一旦は完結した。その後、2016年8月号にプレ・ストーリーが掲載された後、新章が9月号から2018年2月号まで連載された。単行本はチャンピオンREDコミックス（秋田書店）より全5巻が刊行されている。そのうち第2巻までが2013年までの発表分で、刊行時点では「全2巻」で完結していた。
ストーリーは1話もしくは2、3話でのオムニバス形式となっており、「人魚」を求める登場人物たちはその都度入れ替わるが、話によっては別の章との関連を匂わせる描写もある。物語が進むごとに手帳の前の持ち主に遡り、手帳が作られる1986年（昭和61年）に辿り着く。物語開始当初の舞台は中学校だったが、「美咲と典子の場合」から高校に変更された。3年後となる続編の新章では一貫して中性的な少女・龍ヶ崎忍を主人公に据え、オムニバスで章ごとにメインとなる人物が交替する形を踏襲しつつ人魚伝説の起源に迫る展開が描かれる。また、手帳を広めた張本人の女性教師・鈴木が続編でも暗躍し、新章の主人公・忍との秘められた因縁が浮上する。

## あらすじ
旧型のスクール水着を纏う少女の姿をした人魚の伝説があり、その「人魚の肉を食べると恋が叶う」という残酷な内容が複数の中学・高校で伝播する。歪んだ形であっても普通では成就しない想いを遂げるため、深夜の学校で人魚を狩る。やがて、人魚伝説の起源を辿る過程で1975年（昭和50年）に発端となる何かが起こったこと、語りかける「Q」の人魚が最初の人魚であり、泡になって消えるアンデルセンの人魚姫と人魚の肉を食らう八百比丘尼の伝説が融合していることが判明する。

## 登場人物

### 中学校
谷口芳子（たにぐち よしこ）
「芳子と春子の場合」に登場する少女。小倉が好きでイニシャル（頭文字）「O」の人魚を求めていたが、気が弱く、人魚になった大原を食べることが出来ず、自分も人魚になってしまう。
春子（はるこ）
田中を恋して「T」の人魚を求めている。愛称は「はるちん」。実は冷酷な性格で、芳子を利用して恋する田中を手に入れようと、手帳を偶然見つけたように装って芳子を人魚狩りに誘った。理由は「芳子はトロいから1人で殺して肉を喰らうのなんて簡単」ということだった。幾度となく狩りをして芳子を「T」の人魚にすることに成功し、その場しのぎで芳子が欲しがった「O」の人魚である大原の肉を喰らい、小倉とつき合い、次の狩りで芳子の肉を喰らって田中を恋人にしようと企む。
「真理子と香の場合」の香とは、小学校の時に親しかった。
大原（おおはら）
単行本1巻「芳子と春子の場合」に登場する少女。芳子と春子の先輩だが、1年前に行方不明になった。実は「俊子と直美の場合」で俊子らが木村を欲するも呪いの力で同性の恋人同士になり手帳を譲られたため、自身も恋する木村を手に入れようと「K」の人魚を狩ろうとして失敗し、人魚にされていた。2人の前に現れるが、春子に殺される。
佐藤俊子（さとう としこ）
「俊子と直美の場合」に登場する少女。直美に「チクリ魔」と罵声を浴びせられるほどに「先生やみんなに言ってやる」と口走るのが口癖である。木村という少年が好きで、優子の落とした手帳を入手し、人魚狩りに赴く。直美に妨害されて殺し合いになりかけるも、夜明けが迫っていたため、人魚に変えられるのを防ごうとして「S」の人魚を食べ、結果的に直美と両想いになり交際するようになる。
鈴木直美（すずき なおみ）
万引きを平然とするなど素行が悪く、俊子とは以前から折り合いが悪い。木村にフラれて人魚狩りに向かい、現場で俊子と乱闘を繰り広げるが、そうしているうちに夜明けが迫ったため、「S」の人魚を食べて俊子と恋愛関係になってしまう。最初は憎い相手を好きだと口走る自分自身に抵抗していたが、人魚の肉を喰らったマイナス面なのか、身も心も呪いの力に屈してしまう。
優子（ゆうこ）
「俊子と直美の場合」に登場する少女。俊子と違うクラスの友人。人魚狩りをするのだが、忘れ物を取りに夜の学校に来ていた俊子に助けを求めるも、人魚になってしまう。

### 高校
美咲（みさき）
「美咲と典子の場合」に登場する少女。「M」の人魚を追い求める。森田を巡る恋敵だと中田に誤解され襲われるが、実は妻帯者の英語教師・真鍋と不倫関係にあった。
中田典子（なかた のりこ）
29歳。女性教師。表向きには生徒と友好的だが、内心では三十路直前だと結婚を焦っている。森田という男子生徒に片想いであり、彼を手に入れようと「M」の人魚を狙う。恋敵だと勘違いして美咲を殺そうとするが、人魚の肉を食べられずに夜明けを迎え、「N」の人魚になってしまう。
信子（のぶこ）
人魚狩りに成功し、先輩の田中を彼氏にすることに成功した少女。美咲が人魚狩りに中田を誘った際、成功例として話に出した。
真鍋（まなべ）
既婚の英語教師。実は美咲の恋する相手で、彼も美咲を好きだった。妻と離婚する予定である。
香（かおり）
「真理子と香の場合」に登場する少女。真理子に対して献身的に世話を焼くもすれ違ってしまい、真理子のために人魚の肉を用意するが、自身は肉を食べていなかったので人魚になってしまう。しかし、人魚になってなお真理子を想い続け、自身の身を削って与えようとする。
真理子に対する過保護は友人の範疇ではないと有名であり、2人が人魚になったことを知らない周囲は駆け落ちだと噂した。
真理子（まりこ）
郷田という少年が好きだったが、香が反対したせいで避けられてしまったらしい。香に世話を焼かれすぎる自分に嫌気がさして自立しようと思った矢先に香を失い、彼女の存在の大きさを悟る。「G」の人魚の肉を喰って郷田に告白されても嬉しくなかった。再び人魚を呼び出して香と再会し、彼女と共に人魚として過ごすことを決意する。
由衣（ゆい）
「由衣と沙織の場合」に登場する少女。わがままで一人では何もできないが、ツキには恵まれている。礼子と「E」の人魚の肉を互いに先に食べたつもりでいたが、実は沙織に罠にはめられて食べたのは「F」の人魚だったことに気づかなかった。
沙織（さおり）
由衣の幼馴染みで、彼女のツキの恩恵を受けられるために行動を共にしている。しかし、由衣にそれを指摘され、遠藤の付き人みたいな坂東が似合いだと蔑まれて腹が立った。由衣と礼子の潰し合いを画策して2人を出し抜くことに成功するが、遠藤に告白された後で同じ立場で同情していた麻美を彼が好きだったことを知り、麻美を踏み躙った自分自身が最低だと気づく。
礼子（れいこ）
由衣達の後輩で、同じ夜に人魚を狩ろうとするが、由衣と同じ相手「遠藤」が好きなので「E」の人魚を取り合う。
江本麻美（えもと あさみ）
「由衣と沙織の場合」に登場する少女。礼子の友人だが気弱でいいように使われており、礼子の人魚狩りに同行する。礼子の指示で人魚を油断させるためにスクール水着を着て人魚になりすまそうとするが、実は遠藤と両想いだったこともあり、人魚たちの怒りを買って襲われ、人魚にされてしまう。遠藤が自身を好きでいてくれたことには気づかず、自分なんかを好きになってくれるはずはないと自己評価が著しく低かった。

### 1986年
来光秀美（らいこう ひでみ）
「秀美と七恵の場合」に登場する少女。悪ぶった態度をとり、腕っ節が強い。「ロンタイ」を穿いていた。幼稚園のころから一緒だった泰三が好きだが、素直になれないでいる。誰も見ていない場所で、密かに泰三を思ってデレデレしていた。誤解から評判は悪かったが、優しく思いやりがある。人間にしか見えない人魚を殺せなかった。しかし、泰三とは知らずに想い合っていたことで人魚による嫉妬の攻撃を受けるも切り抜けたため、夜明けを迎えても無事だった。人魚になってしまうと思い込んで黒板に「泰三、大好き。」と大きく書いたものが登校したクラスメイトに目撃され、ハートが付け加えられるなどして大騒ぎになり、恥ずかしい思いをしつつ泰三と晴れて相思相愛の恋人になる。
新章の主人公・忍の母親。泰三と結婚して「龍ヶ崎」姓になる。娘が鈴木や人魚と関わってしまったことを知り、自分と夫がかつて鈴木に狙われていたことを忍に教える。
龍ヶ崎泰三（りゅうがさき たいぞう）
秀美の幼馴染みの少年。刺々しい態度を取る秀美にも優しく、ずっと彼女を想っていた。妹・妙子と一緒に歩いていたのを恋人だと誤解され、黒板に書かれた秀美の告白を受けて恋人同士になる。その後、結婚して娘・忍が生まれる。
鈴木七恵（すずき ななえ）
人魚狩りを記した手帳を広めた張本人。保健の教師で、「秀美と七恵の場合」で秀美をそそのかし、人魚狩りに誘う。泰三に横恋慕している。自分自身の手を汚さず、手帳を渡した少女らに争わせて「R」の人魚を誕生させ、人魚の呪いの力で泰三を手に入れようと企む。そのため、呪文を唱えずに高みの見物を決め込んでおり、人魚の姿は見えない。11年前の人魚伝説の始まりを知っており、それまでにも口伝で説明して少女をそそのかしていた。
当初は、珍しい姓「来光」である秀美を「R」の人魚にして喰らい、泰三を我が物にしようとするも秀美を殺そうと揉みあううち、自身が持っていた包丁が口にあたり切り裂かれてしまう。その後、少女らに人魚狩りをさせて人魚を増やす過程で「R」の人魚が誕生するだろうと長期戦を画策し、通りがかりの少女に手帳を渡す。新章で桜の行きつけの「大山医院」に看護師として勤務し、手帳に書かれていないルールや人魚の始まりなどを話し、親友を元の人間に戻そうと必死な忍に桜の携帯で話を持ちかけ暗躍する。忍とは彼女の母・秀美を介して因縁があり、秀美に対する逆恨みの復讐を企んで娘である忍を「R」の人魚にしようと企んでいる。秀美を人魚にするのに失敗するが、人間に戻った林の肉を喰い、小夜が呪いの力で貴明を手に入れた夜に秀美と再会した際、彼女に斬られた口も元に戻り若返っている。見た目通りの年齢ではなく、慣れた手口から何度も、表面上は人間に戻った少女を殺して肉を喰らっていた模様である。
実は最古の人魚「Qの人魚」である久慈翔子とは親友であり、演劇部の部員同士でもあった。翔子に恋されていることに気づかず、男子生徒と恋仲になったことで心の行き場を失った翔子が、芝居のシナリオであるはずの「スクール人魚」を現実にしてしまい、彼女が消えて人魚と化し、邪な手段で恋を叶えようとする少女もまた消えたことで、翔子を戻そうと人魚伝説を広めるのだった。翔子が人間に戻った時、若いままで迎えてあげたい、いつまでも若い姿でありたいという欲望に囚われている。
林（はやし）
2か月前、行方不明になった少女。狩りに失敗し、人魚になってしまった。人魚として秀美に会った年の夏、片想いの少年を喰い殺して血を浴び、人間に戻った。しかし、海で人魚に戻されて殺され、その肉を喰われて亡骸は海に消えた。

### 新章
龍ヶ崎忍（りゅうがさき しのぶ）
新章の主人公。第15話「忍と桜の場合I」以降に登場するショートヘアのボーイッシュな少女。制服以外、パンツルックでいることが多い。杉並区高円寺の高校に通う。基本的にしっかりしているのだが、自身の心だけでなく貴明の想いにも鈍感だった。好きになったら人魚の肉に頼らず告白すべきだと考えているが、誤解から「Y」の人魚を求める親友・桜と共に人魚を狩りに行く。桜は狩りに失敗して人魚になってしまうが、自身は人魚の血を飲んで人間のままでいることが出来た。ほかにも「N」の人魚が4人いたが、桜を狙う周太郎との戦いの中で階段から突き落とされて動けなくなるも、桜に血を飲まされて人魚にならずに済んだ。桜を含めて人魚を元の人間に戻す方法を探し、調査を重ねる中で、人魚伝説は1975年（昭和50年）より始まったことを知る。桜につき合っての人魚狩り参加だったため、わざわざ「N」の人魚の肉を欲することはなかった。貴明を恋している自身の心を遅ればせながら自覚するが、狩りの最中に恋心を肯定すると人魚に襲われるため、否定せざるを得ない苦悩を抱える。小夜に宣戦布告されても強がれるのは内心で彼が離れたりしないと確信して安心しているからだと指摘されるが、自分自身ではよくわからない。
実は「秀美と七恵の場合」で鈴木の陰謀を退けた秀美と泰三の娘。母の秀美譲りの身体能力と腕っ節をもち、これにより度々夜の校舎で人魚を呼び出しても、人魚の血を夜明け前に得て帰還できている。貴明に対する恋心を自覚した矢先、悪辣な手段で小夜に彼の心を奪われてしまい、その翌朝、秀美より1986年の出来事、父・泰三が狙われたことや桜と同じように人間に戻った筈の林という少女が殺されて肉を喰われたことを知る。桜のため、恋する貴明を救うためにも「人魚伝説」に幕を下ろそうと、最初の人魚「Qの人魚」と話をしようと夜の学校に赴く。「Qの人魚」久慈翔子との対話を経て、桜や貴明が記憶を失って元の日常に戻ったかに見えるが、周太郎や山口など自身の周囲だけでも消えたままの人間がいるため、人魚伝説は終わっていないことを悟る。翔太に見送られ、翔子のことを知り伝説を真の意味で終わらせるべく旅立つ。
新山桜（にいやま さくら）
彼氏をゲットした恵子の手帳を譲り受けて、忍と人魚を狩りに行くが、手帳を作った鈴木に教えられて忍の知らない人魚の習性を知っていた。山口が好きで、忍と山口が相思相愛という噂を真に受けて、「Y」の人魚の肉を食べて彼を手に入れようとし、人魚が襲って来たので噂は事実だったと思い込むが、実は知らずに自身と山口が相思相愛ゆえに人魚が凶暴化したことを忍に教えられ、呆然とした隙を突かれて人魚にされてしまう。周太郎と共に狩りに挑んだ忍を救い、まるで人間のころの人格や感情があるかのような振る舞いが見え隠れし、ほかの人魚と共に黒板に「Q」と書いて忍に何事かを指し示すという謎の行動を取る。第20話「戻る条件」で、山口の血を浴びて全裸で校内に出現して大騒ぎになる。残忍な微笑を見た限りでは中身は人魚のままとしか思えぬ節がある。意識はあるらしいが、一言も発しない状態が続いている。発見された時、血まみれだったのに忍がタオルで拭こうとするも、いつの間にか血は消えていたため、本来なら血まみれで歩いていたことで警察沙汰になるはずだったが、肝心の血が消えたことで警察は動かなかった。
狩りを行う小夜を制止しようとする忍の前に現れて、「Qの人魚は最初の人魚」、「鈴木は忍を恨んでる」、「忍は「R」の人魚になるから気をつけて」と告げる。忍が旅立つ前後、それまでの記憶を失って元の人間に戻る。
恵子（けいこ）
新章開始時、既に人魚の肉を喰らい、意中の少年を手に入れていた少女。桜の前に手帳を持っていた。苗字は不明だが、イニシャルは「KC」。
周太郎（しゅうたろう）
「忍と周太郎の場合」に登場する少女の心を持つ少年。貴明に恋心を抱き、彼を手に入れるべく「N」の人魚である桜を狙うが、タイムリミットに間に合わずにイニシャル「I」の人魚になってしまう。貴明を手に入れることは出来なかったが、人魚化の際に自身の内面が反映されてスクール水着の下が少女の肉体に変化したため、女性として生を受けたかったという秘めた願いはある意味で成就した形となる。
西村貴明（にしむら たかあき）
忍のクラスメイトで、小学校のころより忍・小夜・他校に通う翔太とは幼馴染。忍が人魚狩りを続けている理由が親友の桜を救うためだとは知らない。実は、幼馴染の一人である翔太から夜中に電話があり、クラスメイトの由香里が10日前に失踪してから2日前に、片思いしていた少女・博美の襲撃を受けたことを知らされ、直接会って相談された際に博美が残した人魚狩りに関する手帳を彼から受け取って所持している。小夜に「人魚なんかに頼らないで直接自分自身の口で告れ」と言うも、人魚伝説を信じてはおらず、また自分には人魚が見えないため彼女らの嫉妬に歪む姿が見えず、意図せず刺激する言動で忍を困惑させてしまう。幼い頃から忍一筋であったため、小夜からのちょっとした誘いも忍を優先して断っていた。しかし、人魚の呪いの力で小夜を好きになってしまう。小夜に誘われて彼女の家に行くが、実は呪いの力で心を変えられたという自覚があることが明らかになる。忍と翔子の遭遇を経て元に戻るが、桜と同様に何も覚えていない。
山口（やまぐち）
桜の想い人。告白はしていないが、互いに想い合っていた。しかし、桜が人魚になって行方不明とされ、三つ編みの少女・真奈にあっさり心変わりする。教師に言われてバトンを取りに体育倉庫に行くが、桜の人魚に喰い殺されてしまう。遺体は消えてしまったため、行方不明者扱いにされる。
真奈（まな）
山口の新しい彼女。土曜日に告白されて以来、彼とつき合っていた。忍に「人魚の呪いの力で山口の心を手に入れたのでは」と疑問をぶつけられ、逆に彼女をあざ笑う。
内山君江（うちやま きみえ）、飯田松子（いいだ まつこ）、大宮悦子（おおみや えつこ）
内山は1975年に千葉県で、飯田と大宮は1977年（昭和52年）に福岡県と島根県でそれぞれ失踪したとされている人魚になってしまった少女。
上村翔太（うえむら しょうた）
第21話「由香里と博美と翔太の場合」で登場した、博美に片思いする少年。忍や貴明、小夜とは幼馴染だが、彼らとは別の高校に通う。由香里の片思いの相手であったことが災いし、人魚化した彼女に恋していた相手の血を浴びせて人間に戻すことしか頭に無い博美に襲われる。命からがら助かるが、目の前で博美が人魚になり消える瞬間を目の当たりにしてしまう。好きな相手から殺されかけたことにショックを受けている。その際に博美が落とした手帳をのちに貴明に渡す。ま後日、1人で学校を訪れた忍を追うも、狩りを行う小夜の様子や彼女に騙されて人魚に襲われる忍の窮地に、人魚は見えないながらも貴明が好きな筈の忍を自身に任せ、そして恋愛感情を抱いていない筈の小夜を抱きしめるのを見て呆然となる。片恋の相手・博美に殺されかけ、貴明が人魚の呪いの力で心変わりする姿を目撃し、更には、忍の母・秀美から恋する少年の血を浴びて人間に戻るも殺された林、数多くの少女を唆して狩りをさせて暗躍する鈴木のことを聞かされて単身調査を行うことを決意。女子のみに伝わる情報をなんとか入手して「Qの人魚」の知られざる恐怖を知る。それを忍に伝えようとした矢先、彼女が夜の学校で呪文を唱えたことを知る。
由香里（ゆかり）
翔太のクラスメイトで、彼が恋する博美とは親友。10日前、人魚狩りで失敗してしまった少女。翔太のことが好きで彼の好きな相手が親友の博美だと知ったからか、それとも最初から人魚の力で彼の心を手に入れようとしたかは不明だが、他の人魚の肉を喰って次の機会を待つことをせずに「U」の人魚にこだわった結果、タイムアウトで人魚になってしまう。
博美（ひろみ）
由香里と同じく翔太のクラスメイトで、翔太の片想いの相手。杉並の学校で行方不明だった少女（桜）が血まみれになって戻って来たことを知り、同じように翔太の血のシャワーで由香里を人間に戻そうと夜中に彼を呼び出す。しかし、呪いの力で閉鎖されている学校の外に逃げられ、人魚となってしまう。
小夜（さや）
第22話「もうひとつの手帳」に登場する少女。忍や貴明、彼の持つ手帳の元の拾い主・翔太とは幼馴染。貴明が幼い頃から忍を好きなことを知っており、密かに彼を我が物にしようと「N」の人魚の肉を喰らうべく狩りに乗り出すが、なかなか見つけられないため適当に人魚を捕まえて肉を喰っては狩りを続けていた。人魚になぶられる演技で忍に呪文を唱えさせ、嫉妬に狂った人魚に忍が襲われている隙に「N」の人魚の肉を喰らって貴明を手に入れ、去り際、勝ち誇り嘲るような傲慢な笑みを浮かべて忍を見下ろしていた。家族が留守で今夜は2人きりだと自宅に貴明を誘い、肉体関係を持とうと誘いをかける。しかし、貴明の「お前が人魚の肉を食ったから俺はお前を好きになった」という言葉と本来の彼にあるまじき強引な行動により、こんな筈ではなかったと苦悩することになる。
久慈翔子（くじ しょうこ）
人魚伝説の起源、最初の人魚「Qの人魚」にして「最後の人魚」。鈴木と同じ演劇部に在籍する女子高生だった。恋い焦がれる鈴木も自身と同じく想ってくれていると信じていたが、彼女が男子生徒と恋仲になり、裏切られたと思い行き場をなくした恋心と怨嗟が文化祭の演劇部の芝居「スクール人魚」を呪いの現実に変えてしまう。ある日の放課後、スクール水着を着用してプールに飛び込んでから二度と姿を現さず、プールの底から遺体が発見されることもなく文字通り消えめしまったのだった。忍との邂逅後、鈴木が自身を待っていてくれていたことを知り、肉を喰らうために唱える呪文は海の近くでなければ効果がないことを告げる。
「久遠慈ヶ原神社」の巫女。昔、村人に「クイーン (QUEEN) 」と呼ばれ、地名の由来とされる西洋から来た女性の子孫。

## 用語
手帳
人魚に関する情報が書かれた外国製の古ぼけた手帳。色んな女の子の手に回っていた。
本来の目的は、手帳を広めた鈴木が欲する龍ヶ崎泰三のイニシャルである「R」の人魚を誕生させ、彼女が肉を喰らって泰三を手に入れることである。しかし、悲劇が悲劇を呼んで拡大の一途を辿る。さらには、鈴木の秀美に対する復讐も絡む。
実は2冊あることが「もうひとつの手帳」で判明する。1986年（昭和61年）、「秀美と七恵の場合」で秀美を人魚にして泰三を手に入れようとした女性教師・鈴木が秀美を人魚にすることと彼女の殺害に失敗し、歪んだ方法で恋を叶えようとする少女の心理を利用して、「R」の人魚を作るべく通りすがりの少女に渡したことが発端である。もう1冊の手帳は翔太を経て貴明の手に渡る。
人魚
- 全員、深夜の学校で「人魚さん、人魚さん、お願いします。私の恋を叶えてください、 私のために血と肉を。」と呪文を唱えて人魚狩りに挑むが、失敗して人魚になってしまった少女。
- 外見は旧型（旧旧型）のスクール水着を着た人間の少女だが、その姿は呪文を唱えた者にしか視認できず、言葉は発さず微笑みを浮かべた表情で「ピイ」と鳴く[注 7]。学校内を水しぶきを立てつつ泳ぐように移動し、壁や床もすりぬける。
- 人魚の着ている水着の胸についているアルファベットが、呪文を唱えた者が恋する相手のイニシャルと同じ場合、その人魚の肉を食べることで恋が成就する。
- 人魚は逃げ足が速い者もいるが、包丁などの身近な凶器で比較的簡単に殺せる。
- 人魚を呼び出せる時間は日没から日の出までの間で、その間は「見えない壁（結界）」が校門と壁の手前で張りめぐらされて学校の敷地内に閉じ込められ、夜が明けるまで学校の外には出られない。音声もさえぎられて聞こえない。
- 結界の効かない男性や呪文を唱えなかった者から見れば、人魚を追いかける様子は一人で話したり、鬼ごっこをしたりしているように映る。
- 人魚を呼び出すことができるのは女性のみ[注 8]。
- 夜の間に人魚のうち誰かの肉を食べないと、呼び出した者は日の出とともに人魚たちに群がられ、自身も人魚に変えられてしまう。人魚になるのを防ぐだけでいいなら、血をなめる程度でも構わない。夜明けと共に人魚の死体や肉は泡になって消え、人魚とされた者は服も残さず消えるため[注 9]、世間からは行方不明者として扱われる。
- 呪文を唱えた人間が両想いだと人魚は嫉妬し、手足に鱗が浮かび化物じみた形相になり襲って来る。その際、人魚たちを撃退するか、人魚から逃れきれれば、人魚の肉を食べなくても朝を無事に迎えられる。しかし、人魚に捕まってしまうと人魚に変えられてしまう。
- 人魚は1975年（昭和50年）から短い期間で姿を消した旧型（旧旧型）のスクール水着を着用しており、1974年（昭和49年）以前の行方不明者は人魚の中にいないことから、1975年に人魚伝説が始まる事件が起きたことは確実である。
- 昼間でも人魚は出現し、人魚に殺された人間[注 10]の死体も、その際に浴びた血も消える。
- 人魚が増えるのは狩りに失敗した人間が人魚になる時であるが、減るのは狩りで殺されるほかに人間に戻る時である。殺された人魚の亡骸が泡になって消滅するのは、アンデルセンの童話『人魚姫』で人魚姫が王子の愛を得られず朝陽を浴びながら海の泡になったのと同じであり、やはり彼女が人魚に戻ろうとして実行できなかったのと方法と同じで、想い人を殺して血を浴びると人魚姫とは逆に人間に戻る。その際、浴びた血は消えてしまう。
- 桜によれば、最初の人魚は「Q」の人魚である。桜を救おうと夜の学校で調査を重ねた忍の前で、人魚は黒板に「Q」と書き記している。
- 泡になって消えるアンデルセンの「人魚姫」と、人魚の肉を喰らい800年の長寿を得たという日本に古来より伝わる「八百比丘尼」の伝説が合わさっている。
- 恋しい相手を殺すと姿は人間に戻るが、中身は人魚のままであり、海に行って狩りの時とは異なる呪文「人魚さん、人魚さん、お願いします。私に永遠（とわ）の命をください、私のために血と肉を。」と唱えると人魚に戻ってしまう。しかし、その姿は夜の学校を泳ぎ回っていた時の姿とは異なり、下半身が魚の文字通り「人魚」になる。
- 姿だけ元の人間に戻り、海で呪文により人魚に戻った少女の肉を喰らうと、傷が癒えて食べるごとに若返る。
- 噂で「話しかけてくる人魚」が伝説の始まりである「Qの人魚」であるが、ミイラのような姿と普通の人間の姿と2通り存在する。どちらも全身真っ白で、ほかの人魚のスクール水着は紺色なのに対し、白いスクール水着を纏っている。
- 男子には一切教えず、女子限定で伝わる情報があり、その中には「Qの人魚」のことも含まれている。一度出会ってしまったら、再び出会うと危険とのこと。
- 最初の人魚「Qの人魚」の正体は、恋に破れてプールに消えた女子高生・久慈翔子である。
- 人魚伝説は、元々は演劇部に所属する翔子の考案した「スクール人魚」という芝居だったが、想いを寄せる鈴木が男子生徒と恋仲になったことで「人の心は変わる」と打ちのめされ、歪んだ恋心が芝居を現実の呪いに変えてしまったものだった。彼女を人間に戻そうと、鈴木が伝説として広めた。
- 「Qの人魚」である翔子は伝説の起源である「最後の人魚」ゆえに、彼女の血を飲めば周囲の人間の心は「最初」に戻る。

久遠慈ヶ原神社（くおんじがはらじんじゃ）
人魚伝説の始原たる「Qの人魚」久慈翔子の生まれ育った神社。昔、西洋から来た女性が住んでいたと伝えられ、恋を叶えて人間になった脚のある「人魚のミイラ」が御神体として祀られている。

## 書誌情報
- 吉富昭仁 『スクール人魚』 秋田書店〈チャンピオンREDコミックス〉、全5巻
  1. 2013年4月19日発売 ISBN 978-4-253-23293-7
  2. 2013年12月20日発売 ISBN 978-4-253-23300-2
  3. 2017年2月20日発売 ISBN 978-4-253-23557-0
  4. 2017年9月20日発売 ISBN 978-4-253-23558-7
  5. 2018年2月20日発売 ISBN 978-4-253-23559-4